# Leiocephalus apertosulcus
Espèce
Leiocephalus apertosulcus est une espèce éteinte de sauriens de la famille des Leiocephalidae.

## Répartition
Cette espèce était endémique de République dominicaine.

## Publication originale
- Etheridge, 1965 : Fossil lizards from the Dominican Republic. Quarterly Journal of the Florida Academy of Sciences, vol. 28, p. 83-105 (texte intégral).